# Senoculus rubicundus
Senoculus rubicundus is een spinnensoort uit de familie Senoculidae. De soort komt voor in Panama.